# グリットストーン

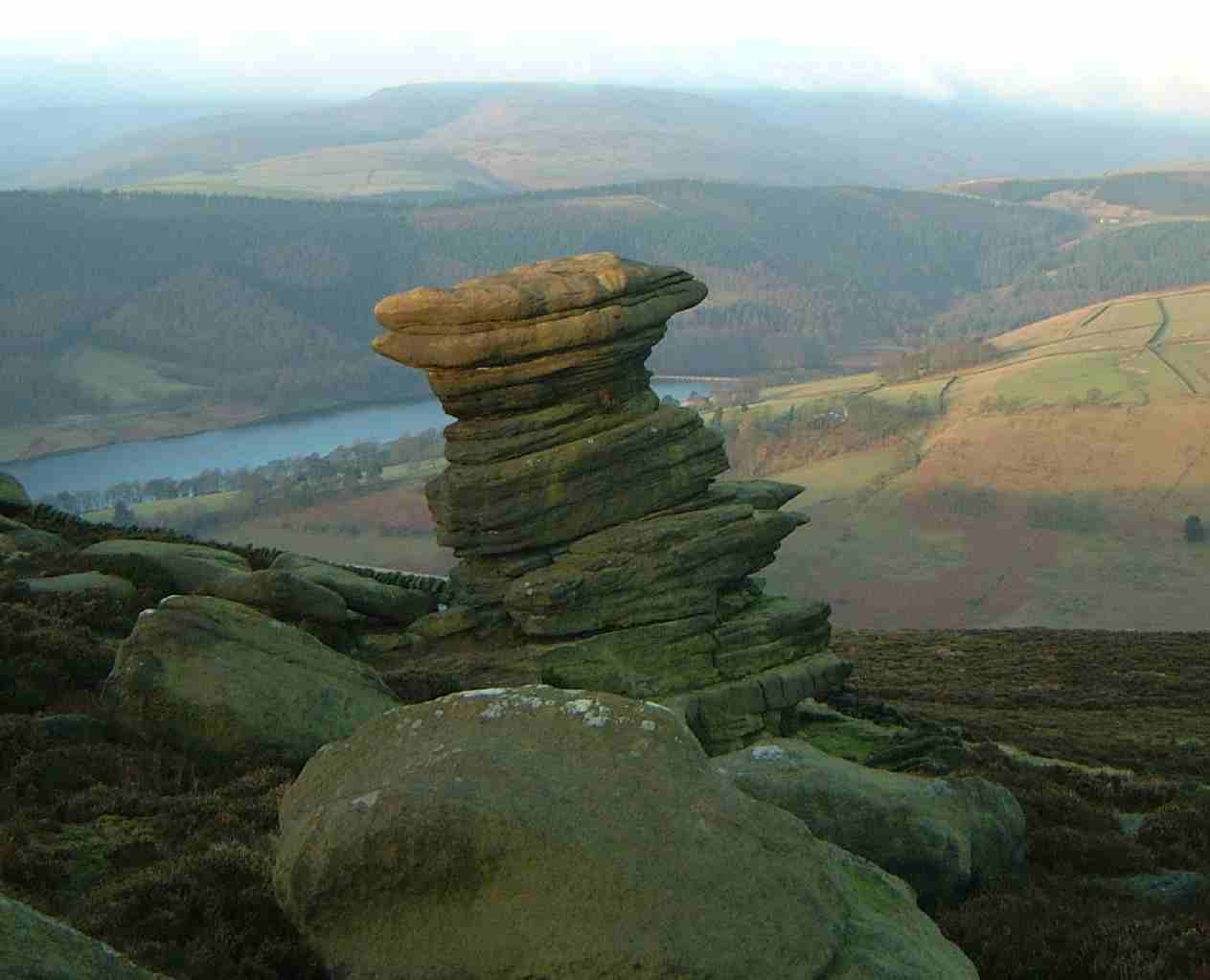
The Salt Cellar, イギリスのピーク地方にあるダーウェント壁と呼ばれるグリットストーンの大岩。

グリットストーン（英語: gritstone）またはグリット（英語: grit）は、固くて目の粗い、石英質の砂岩である。この言葉は特にこのような砂岩が建築材料として切り出された場合に用いられる。イギリスのグリットストーンは粉ひき、製紙パルプ製造に使用される石臼や、刃物用砥石として用いられた。"グリット"は角張った砂のかけらが埋め込まれたグリットストーンに対して用いられる。それは通常小さな小石に混ざっている。
「磨石硬砂岩」は北イングランドのピーク地方とペナイン山脈にみられる、一続きのグリットストーンに対する非公式な呼び方である。これらの流送土砂は石炭紀にできた三角州のあとである。「磨石硬砂岩群」はこの連続した岩に対する正式な層序学用語である。
ピーク地方のグリットストーンの岩壁は、重要なクライミングスポットであり、イギリスのロッククライマーにとても好まれている。また、信仰の対象でもあり、「神が持つ岩」としばしば呼称される。ざらざらした表面は摩擦抵抗を生み、クライマーが立ったりつかんだりするのに絶妙な特徴となっている（詳細はピーク地方におけるロック・クライミングを参照）。

## 関連リンク
- 砂岩